# Савьоловски район
Савьоловски район е административен район на Северен окръг в Москва.